# Martha Kohen
Martha Kohen (Montevideo, Uruguay, 1947) es una arquitecta uruguaya, hija de la artista plástica Linda Kohen, es una de las autoras del Memorial en Recordación de los Detenidos y Desaparecidos en Montevideo.

## Trayectoria
Martha Kohen ha reconocido que la influencia de su madre la ha llevado a interesarse e involucrarse en múltiples asuntos y a desarrollar sensibilidad hacia el arte y la arquitectura.
Se formó en la Facultad de Arquitectura de la Universidad de la República. Realizó un Máster en la Universidad de Cambridge. En 2003 se mudó a Estados Unidos e incorporó a la Universidad de la Florida, inicialmente como directora de la Escuela de Arquitectura. Luego de cinco años dejó la dirección de la escuela y se dedicó a la docencia. Actualmente se desempeña como directora del Consorcio para Urbanismo Hidrogenerado, el cual busca proponer nuevos nuevos paradigmas para la evolución de los asentamientos costeros. 
Junto al arquitecto Ruben Otero proyectó y construyó el Memorial en Recordación de los Detenidos y Desaparecidos ubicado en el Parque Vaz Ferreira, en el Cerro de Montevideo, inaugurado en 2001. Por sus cualidades arquitectónicas y paisajísticas, el Memorial fue reconocido nacional e internacionalmente. Fue declarado de interés Nacional por el Poder Ejecutivo en el año 2000 y Monumento Histórico Nacional en 2014. Además, fue distinguido con el primer premio compartido en la categoría Arquitectura Paisajística Internacional en la XIII Bienal Panamericana de Arquitectos de Quito. Luego en 2003, fue seleccionado como Obra por el Consejo Consultivo de la 5a Bienal Internacional de Arquitectura y Diseño de San Pablo, y se le concedió la Medalla de Plata en la Primera Bienal de Arte de Miami, en Estados Unidos.

## Obra
- Memorial en Recordación de los Detenidos y Desaparecidos (2001).[4]
- Transformación del edificio de la Dirección Nacional de Cultura del Ministerio de Educación y Cultura (MEC) (1996).
- Plan Especial de Ordenación, Protección y mejora de Prado – Capurro. Intendencia de Montevideo.

## Premios
- Primer premio compartido en la categoría Arquitectura Paisajística Internacional en la XIII Bienal Panamericana de Arquitectura de Quito, Ecuador (2002).
- Primer premio en la V Bienal de Arquitectura de San Pablo, Brasil (2003).
- Medalla de Plata en la Primera Bienal de Arte de Miami, Estados Unidos.

## Publicaciones
- Clark, N. and Martha Kohen (eds.). From Hydro-generated Urban Environments to Hydro Retrofitting the Metropolis: The Florida São Paulo Dialogues Volume I; University of Florida, 2015.
- Kohen, M. 2014. “Creating Sustainable Urbanity in the Fringe” in LADC L’architettura delle Città: The Journal of the Scientific Society Ludovico Quaroni, n. 3-4/2014 The City in the Evolutionary Age, pgs. 187-198 (ISSN 2281-8731).[5]
- Kohen, M. 2004. Written in stone: memory and reconciliation intersecting the urban biosphere. Annals of the New York Academy of Sciences, 1023(1), 282-288.
- Clark, N. & Martha Kohen (eds). Urban Waterways: Evolving Paradigms for Hydro-based Urbanisms; UNESCO Chair Publication Series: The Architecture of the City; The Journal of Scientific Society Ludovico Quaroni; edited by Edizioni Nuova Cultura, Rome.
- Kohen, M. “The KEY to the Durban Door: From the Warwick Junction to the Waterfront UNESCO Workshop”; Warwick Junction Workshop Report 2014; UNESCO Chair in Sustainable Urban Quality and Culture.
- Kohen, M. “Favelas: Daring the Largest Scale in Sao Paulo”; Piano Progetto Citta PPC No. 29 Learning from the Favelas Rivista del Dipartimenti Idea& DART Pescara Architettura Università’ di Chieti Italia.